# カルマパ17世

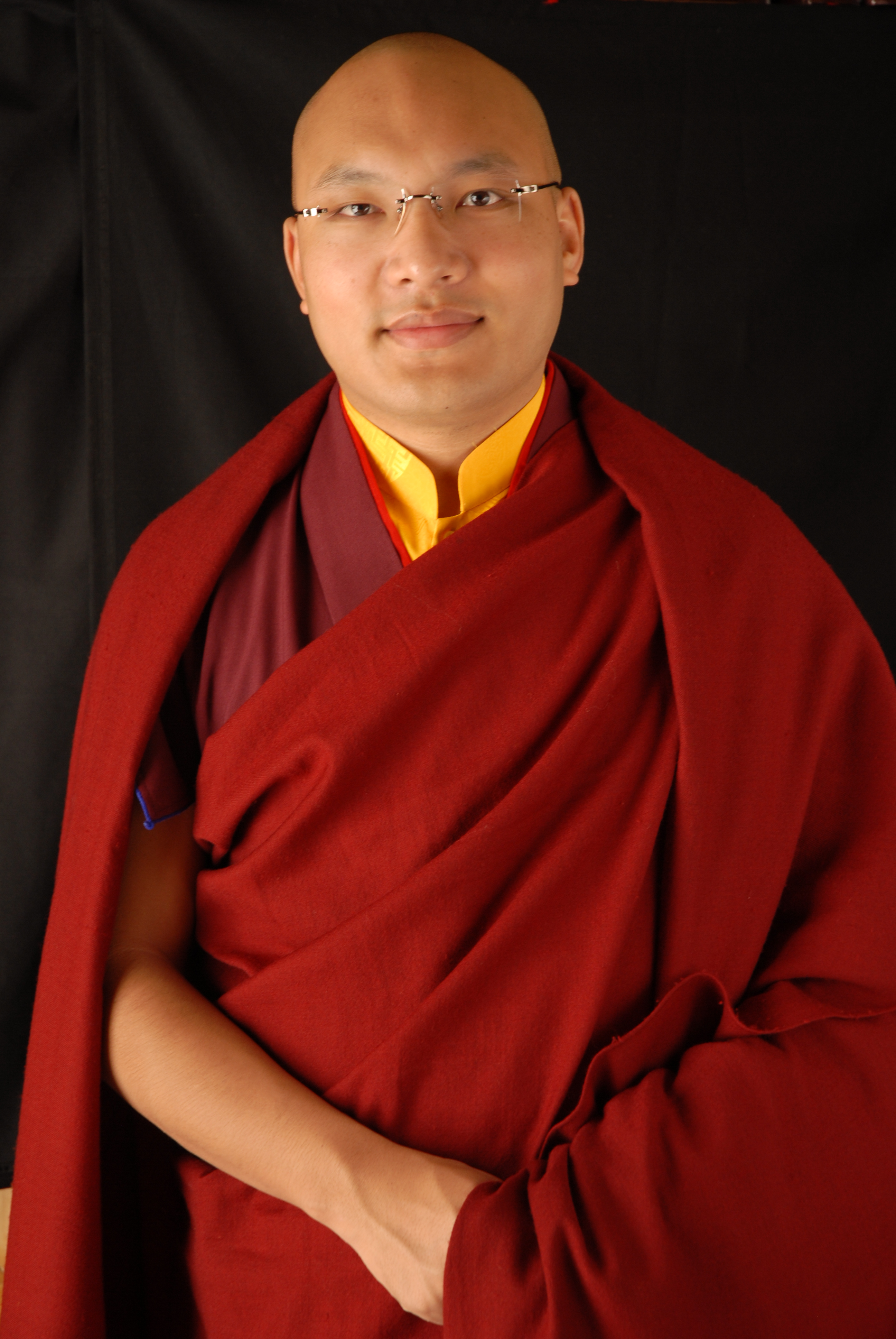
カルマパ17世 (2009)

カルマパ17世（1985年6月26日 - 、在位1992年 - ）、ウゲン・ティンレー・ドルジェ(チベット文字: ཨོ་རྒྱན་འཕྲིན་ལས་རྡོ་རྗེ།、ワイリー方式: o rgyan 'phrin las rdo rje、英語: Ogyen Trinley Dorje)は、チベット仏教カギュ派の最高位の化身ラマであるカルマパの第17世。チベット北部カム地方チャムド県出身。チベット族。
亡命先のアメリカで入寂(1981年11月)したカルマパ16世の転生者として、中華人民共和国国務院国家宗教情報局ならびにダライ・ラマ14世によって認定された。カルマパ16世にもあった太ももの黒あざが転生の認定時の判断材料にもなった。中華人民共和国で初めて認定された化身ラマである。

## カルマパとしての認定
先代のカルマパ16世はダライ・ラマ法王と同じ1959年にインド亡命後、シッキムで活動し、1981年にアメリカで死亡した。
カルマパ16世の死後、転生者探しがカギュ・カルマ派伝統の4人の高位の化身ラマからなる摂政団（シャマル・リンポチェ、シトゥ・リンポチェ、ジャムゴン・コントゥル、ギャルツァブ・リンポチェ）によって始まった。シトゥ・リンポチェがカルマパ16世の遺書を発見し、それを根拠にして選んだのがウゲン・ティンレー・ドルジェであった。1992年5月にダライ・ラマ14世はウゲン・ティンレー・ドルジェを正式にカルマパ17世として承認した。
他方、中国政府は1989年1月にパンチェン・ラマ10世を失い、同1989年12月にはダライ・ラマ14世がノーベル平和賞を受賞するなど、中国のチベット政策は苦境に立たされていた。カルマパ17世が認定された翌月の6月25日、中華人民共和国国務院は認定文書を発表した。
チベット亡命政府はダライ・ラマ14世の承認通り、ウゲン・ティンレー・ドルジェをカルマパ17世として紹介している。また、ダライ・ラマ14世は、ウゲン・ティンレー・ドルジェをカルマパ17世とする決定が変更されることは、今後ともありえない、と言明している。なお、ジャムゴン・コントゥルは転生者捜索の旅の途中、交通事故で亡くなっている。

## インド亡命の経緯

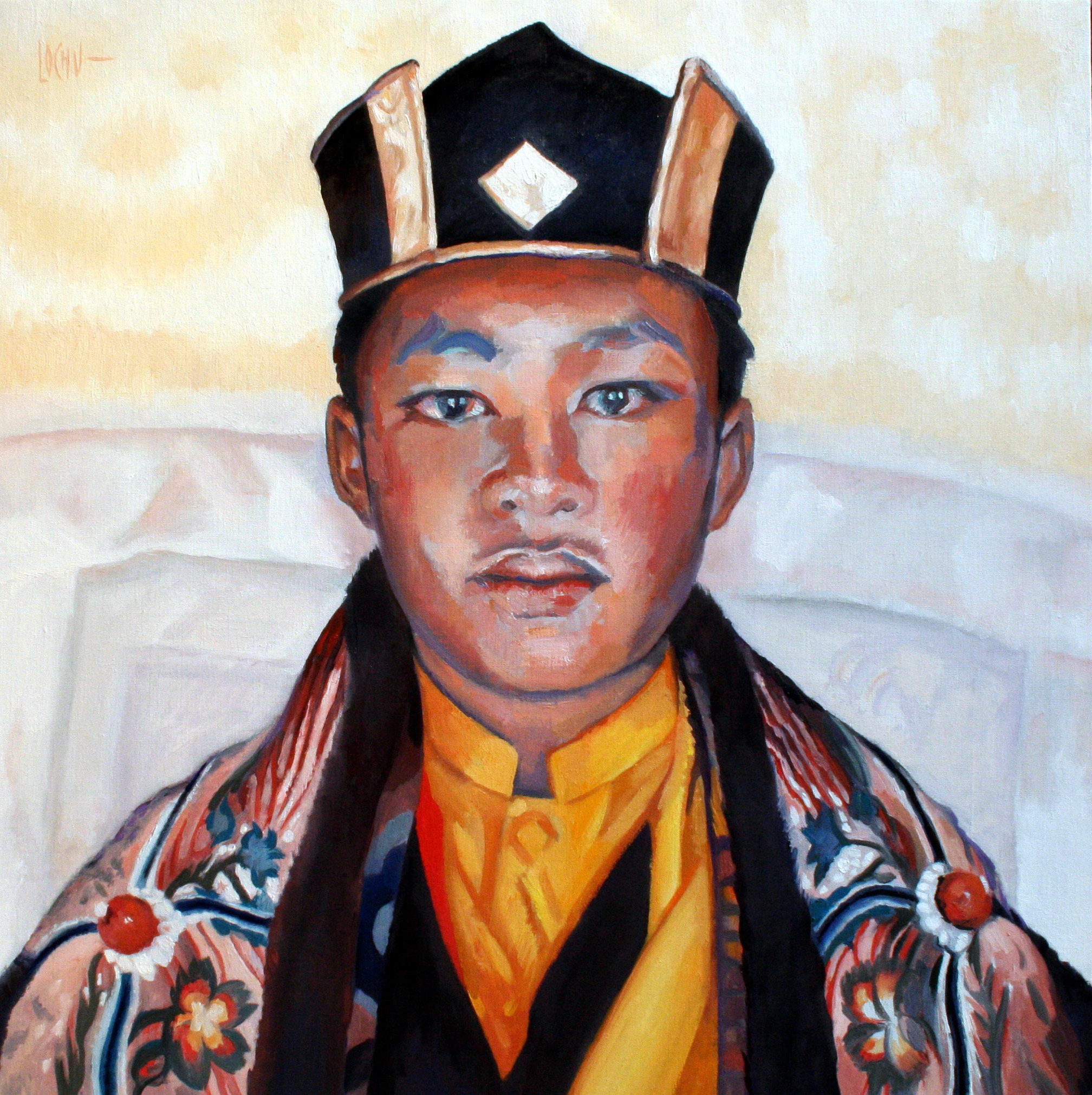
『ギャルワカルマパ』2008年。油彩、キャンバス、80 × 80 cm。クロード・マックス・ロシュ。

2000年にヒマラヤ山脈を越えて、チベット自治区からインドに逃亡し、難民認定を経てそのままインドに亡命した。
もともと、8歳でカルマパ17世と認定されてから、中国政府側の厚遇を受けており、比較的自由を与えられていたとされる。中国政府と中国共産党はカルマパ17世を、亡命中のダライ・ラマ14世に代わる親中国共産党派のチベット仏教指導者に育てあげようと考えていた。
しかし、カルマパ17世は仏教修行のためにインドへの旅行を希望し、それを中国政府に度々打診したが断られ続けた。その後は当局からの監視がいっそう強くなった上に、1998年にはツルプ寺で中国人2人によるカルマパ17世の暗殺未遂事件がおこった。
カルマパ14歳の1999年12月28日の夜、中国政府の番人たちの目をそらせた隙にツルプ寺の寝室から、用意された車に飛び乗った。一般人の姿をして、カルマパの姉を含む侍従5人と2人の運転手と共にネパール国境へと進む。僧院ではカルマパが自室にいるように見せかけるため監視の番人には、カルマパは長期の瞑想修行に入っていると説明し、僧侶らが毎日部屋に訪れていたという。
中華人民共和国は、カルマパ17世は歴代のカルマパ（カギュー派黒帽活仏）の法器・黒帽を探索しにいく旨を書き記した置手紙を残したと発表し、カルマパ17世がすぐに中国に帰国することを示唆した。しかし、インドに姿を現したカルマパ17世本人はこの話を否定し、自分の行動が中国の束縛を逃れての亡命であることを明言した。
ネパールの首都カトマンドゥを経てインド国内に入る。そこまでの交通手段は徒歩や馬、列車、バス、レンタカーを乗り継いだとされる。ムスタン南部を抜ける際には僧侶がチャーターしたヘリコプターを利用し、逃亡中の資金や食料は信者が支援（供養）した。8日間に及ぶ逃亡によってカルマパの足は凍傷し、顔の皮膚もひび割れていた。
2000年1月5日早朝にチベット亡命政府のあるダラムサラ近郊のゲストハウスに到着。同日、ダライ・ラマ14世と面会を果たしてその祝福を受けた。ダライ・ラマ14世とカルマパ17世が一緒に移っている写真は日本や世界各国でも報道された。

## 亡命後
インドではダラムサラ郊外のギュトー寺(ギュト密教学堂)に在住し、修行と宗教活動を行っている。チベット人亡命社会の聖職者としてはダライ・ラマ14世に次ぐ知名度を持っていることから、次代のチベット人社会を担う指導者のひとりとしての呼び声が高い。
また、現代の若者のひとりらしく、プライベートではiPodでヒップホップを聞き、プレイステーションでコンピューターゲームに興じるという一面も持っている。

## カルマパ17世の転生論争
- ティンレー・タイェ・ドルジェ en:Trinley Thaye Dorje - 上記のようにウゲン・ティンレー・ドルジェがダライ・ラマ14世と中国政府の双方によってカルマパ17世として認定された。しかしその一方で、筆頭摂政であったシャマル・リンポチェ（カルマ赤帽ラマ）は、シトゥ・リンポチェ発見のカルマパ16世の遺書を偽物だと主張した。そして、シャマルはウゲン・ティンレー・ドルジェを支持せず、別の候補者であったティンレー・タイェ・ドルジェ[4][5]こそが真のカルマパの転生者であると主張し、独自に彼を即位させた。これによって、カルマパ17世がふたり存在することになり、カギュ・カルマ派は多数派と少数派（シャマル派）のふたつに分裂した。
  - ティンレー・タイェ・ドルジェはその後、カルマパ17世を名乗って欧米で独自の宗教活動を広げていた[6]。
  - 2017年3月25日、ティンレー・タイェ・ドルジェはインドのニューデリーで女性と結婚式を挙げ、僧位を放棄することを宣言した[7]が、その後も「カルマパ十七世」名義での活動は続けている[8]。

- ダワ・サンポ・ドルジェ - さらに、2001年にもシッキム北東部出身のダワ・サンポ・ドルジェ[9]という1977年生まれの青年が「自分こそが真のカルマパ17世である」と名乗りをあげた。ダワ・サンポ・ドルジェは、カルマパの探索者のひとりであったが交通事故死したジャムゴン・コントゥルは自分を選んでいた、と主張し、さらにジャムゴン・コントゥルの死も対立派の陰謀によるものである可能性を示唆した。しかし、ダワ・サンポ・ドルジェはカルマパ16世の死去以前の1977年にすでに生まれていることもあり、前者2人に比べるとダワ・サングポ・ドルジェへの支持は広がらなかった。

## 2011年インド当局の捜査
インドダラムサラのギュトー僧院で2011年1月27日以降出所不明の大量の現金が見つかり、脱税や外国為替法違反の疑いでインド警察当局の捜査が入った。インド警察当局は2月1日までにカルマパが居住する僧院を捜索し、現金7500万ルピー（約1億3000万円）を押収したほか、カルマパの金庫番を務める側近を含む複数の関係者を逮捕した。
捜査の結果、僧院近くにカルマパ専用の住居を建設する計画が判明し、押収した現金はそのための土地購入資金と見られたが、取得の経緯などが申告されていなかったことから、不正資金である疑いが浮上した。また、現金に中国人民元が含まれていたことなどから、インド国内では、資金は中国政府から提供され、カルマパは中国のスパイであるとの見方も報じられた。
1月28日、亡命チベット代表者議会常任委員会が面談したところ、カルマパは財務的なことに関わっておらず、今事件のことは分からないと答えている。翌1月29日、カルマパ事務所は、疑惑は極めて憶測的かつ事実無根であり、中国政府との繋がりについては、いかなるものも断じて否定する発表した。
2011年2月11日、インド警察当局は捜査の際に発見された現金は信徒からのお布施であり、カルマパ17世はこの現金とは関わっていないと発表した。
常任委員会は、世界中から献金を受けていることや、カルマパのスケジュールは全てインド政府の監視下にあり、面会を求める人は事前にインド警察の許可を取る必要があることを報じた。

## ヴィッキー・フイ・シン・ハンに対する性的暴行と家族法訴訟
カルマパ17世（ウゲン・ティンレー・ドルジェ）は、カナダのブリティッシュコロンビア州に住むヴィッキー・フイ・シン・ハン（Vikki Hui Xin Han）から子供の養育支援を求めて、法的に訴えられた。
訴訟を起こしたヴィッキー・ハンが主張する所によれば、彼女は尼僧になることを望み、2017年にニューヨークの寺院で三年に渡るスケジュールのリトリートに参加していたが、その初期にウゲン・ドルジェから性的暴行を受け、妊娠した。ヴィッキー・ハンは当初の尼僧になるという計画を捨ててカナダに帰国したものの、出産の期日が近づくにつれて、２人はインスタントメッセージ、電子メール、電話を通じて連絡を取り続けていた。同意のない性的行為だったにも関わらず、次第にヴィッキー・ハンとウゲン・ドルジェの関係は遠距離恋愛のような仲となっていったという。
ヴィッキーとウゲン・ドルジェは個人的には四度しか顔を合わせたことがなかった。ウゲン・ドルジェは彼女に何百万ドルもの金銭を支払っていたという。
2019年1月ごろからウゲン・ドルジェは連絡を絶つようになり、ヴィッキー・ハンは同年7月に子どもの養育支援を求めて訴訟を起こした。ウゲン・ドルジェはヴィッキー・ハンとの恋愛関係を否定する一方で、ヴィッキー・ハンに感情的および財政的支援を提供することを認めると主張した。ウゲンおよびヴィッキー両者の主張のどちらも法廷で立証されていないが、ウゲン・ドルジェがヴィッキーに一定額の費用を支払うことで両者の訴えは一致している。

### #MeToo運動の高まり
ウゲン・ドルジェより性的暴行を受けたと主張する女性は他にも台湾のジェーン・フアン（Jane Huang）と香港の鄔幸兒（ウー・ハン・イー, Wu Hang-Yee）がおり、鄔幸兒は、インドで尼僧として暮らしつつ、ウゲン・ドルジェと性的関係を持っていたと主張している。
2022年の夏にウゲン・ドルジェによる性的暴行を包括的に扱ったオンライン・サイトが発足した。